# Arsínoe de Macedònia
Arsínoe (en llatí Arsinoe, en grec antic Ἀρσινόη, "Arsinóe") era una dona macedònia concubina del rei Filip II de Macedònia.
Filip la va donar a un macedoni anomenat Lagos amb el que es va casar. Va ser la mare de Ptolemeu I Sòter. Alguns historiadors pensen que Ptolemeu era fill de Filip i no de Lagos, però si és exacte que Ptolemeu tenia al morir 84 anys (per tant que va néixer el 367 aC) en aquell temps el rei Filip era molt jove i no tenia Arsínoe com a concubina. No obstant segons Pausànies, Suides i Curci Ruf els macedonis pensaven que Ptolemeu era fill del rei.